# Seznam zápasů české fotbalové reprezentace 2025
Seznam zápasů české fotbalové reprezentace 2025 uvádí přehled všech utkání tohoto reprezentačního výběru, jež plánuje sehrát během roku 2025.

## Přehled zápasů
| 22. března 2025 kvalifikace MS 2026, skupina L |       |                 |                                                                         |
| Česko                                          | 2 – 1 | Faerské ostrovy | Malšovická aréna, Hradec Králové diváci: 8 978 rozhodčí: Rade Obrenovič |
| Schick 25', 85'                                |       | 83' Vatnhamar   | Malšovická aréna, Hradec Králové diváci: 8 978 rozhodčí: Rade Obrenovič |

| 25. března 2025 kvalifikace MS 2026, skupina L |       |                                             |                                                |
| Gibraltar                                      | 0 – 4 | Česko                                       | Estádio Algarve, Faro rozhodčí: Horațiu Feșnic |
|                                                |       | 21' Černý 50' Schick 72' Šulc 90+5' Kliment | Estádio Algarve, Faro rozhodčí: Horațiu Feșnic |

| 6. června 2025 kvalifikace MS 2026, skupina L |       |            |                                                                      |
| Česko                                         | 2 – 0 | Černá Hora | Stadion města Plzně, Plzeň diváci: 10 889 rozhodčí: Serdar Gözübüyük |
| Hložek 23' Schick 65'                         |       |            | Stadion města Plzně, Plzeň diváci: 10 889 rozhodčí: Serdar Gözübüyük |

| 9. června 2025 kvalifikace MS 2026, skupina L                      |       |            |                                                               |
| Chorvatsko                                                         | 5 – 1 | Česko      | Opus Arena, Osijek diváci: 12 207 rozhodčí: Jesús Gil Manzano |
| Kramarić 42', 75' Modrić 62' (pen.) Perišić 68' Budimir 72' (pen.) |       | 58' Souček | Opus Arena, Osijek diváci: 12 207 rozhodčí: Jesús Gil Manzano |

| 5. září 2025 kvalifikace MS 2026, skupina L |   |       |  |
| Černá Hora                                  | ' | Česko |  |
|                                             |   |       |  |

| 9. října 2025 kvalifikace MS 2026, skupina L |   |            |       |
| Česko                                        | ' | Chorvatsko | Praha |
|                                              |   |            | Praha |

| 12. října 2025 kvalifikace MS 2026, skupina L |   |       |  |
| Faerské ostrovy                               | ' | Česko |  |
|                                               |   |       |  |

| 17. listopadu 2025 kvalifikace MS 2026, skupina L |   |           |                         |
| Česko                                             | ' | Gibraltar | Andrův stadion, Olomouc |
|                                                   |   |           | Andrův stadion, Olomouc |